# Leonia Papée
Leonia Papée z domu Dobrzańska herbu Leliwa (ur. 22 marca 1895 w Potoku, zm. 13 września 1960 w Rzymie) – działaczka społeczna i patriotyczna m.in. w Wolnym Mieście Gdańsk, żona Kazimierza Papée.

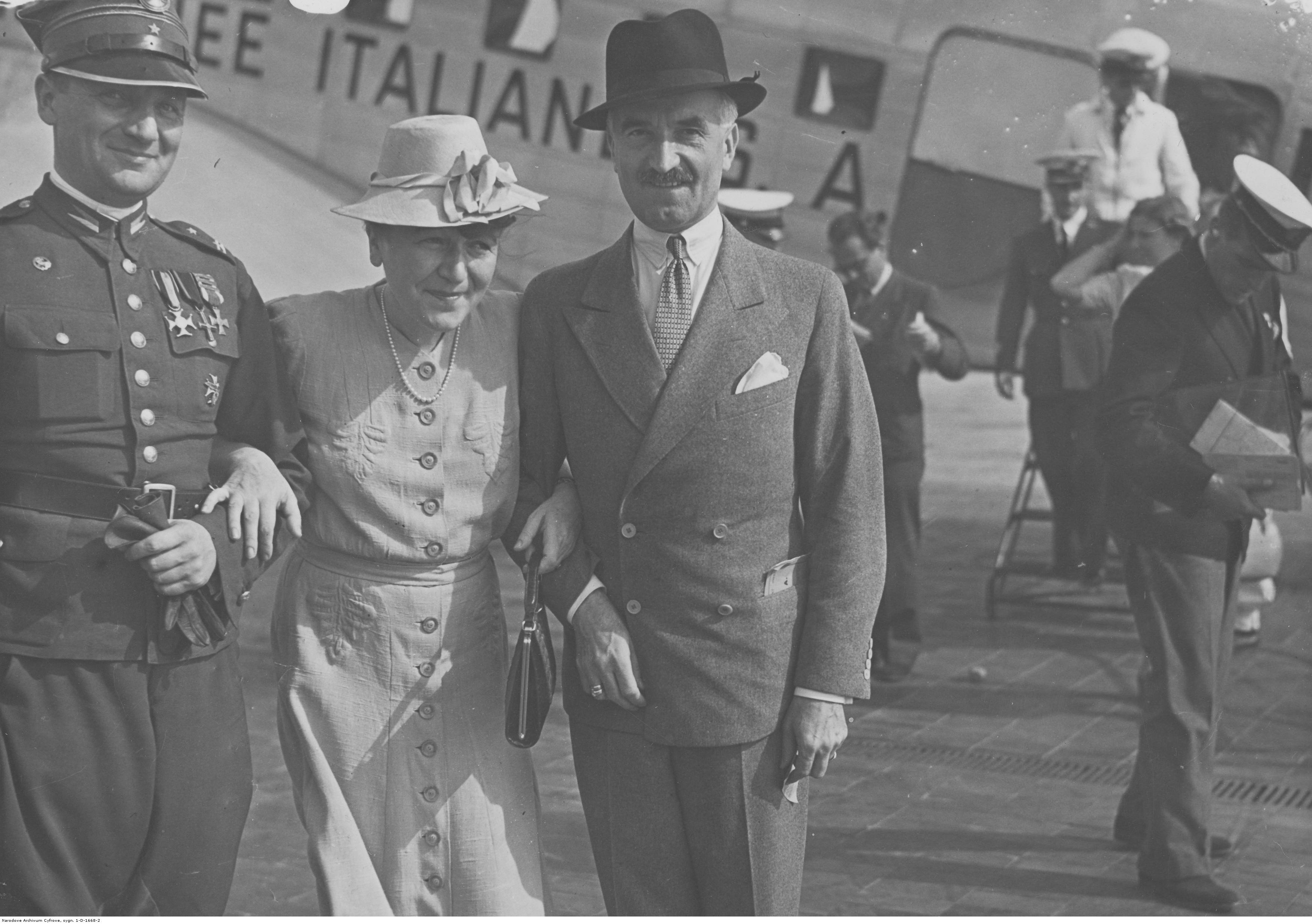
Przyjazd do Warszawy ambasadora RP w Watykanie Kazimierza Papée. Na płycie lotniska w towarzystwie żony Leonii i jej brata majora Henryka Dobrzańskiego

## Życiorys
Była pierworodnym dzieckiem Henryka Dobrzańskiego z Dobrej herbu Leliwa oraz Marii hrabiny Lubienieckiej z Lubieńca herbu Rola. Jej bratem był mjr Henryk Dobrzański ps. „Hubal”. Imię Leonia dostała po babce ze strony ojca, Leonii z Potockich. Rodzina słynęła z wysokiej pozycji społecznej i tradycji patriotycznych.
Kiedy rodzina przeprowadziła się do Krakowa, Leonia rozpoczęła naukę w Prywatnym Wyższym Gimnazjum Żeńskim im. Królowej Jadwigi. Przejawiała talent w grze na skrzypcach. Kształciła się zarówno w Krakowie, jak i w Wiedniu pod okiem Bronisława Hubermana, a później Otakara Sevčika. Występowała publicznie. Porzuciła marzenia o zostaniu skrzypaczką z powodu choroby lub kontuzji ręki. Przyjaźniła się z Ireną Dubiską i Magdaleną Samozwaniec.
Była blisko związana z bratem i zafascynowana szwoleżerami. Obserwowała zawody hippiczne, w których brał udział Henryk. W gronie szwoleżerów musiała poznać Kazimierza Papée, który służył w 2 Pułku Ułanów, tym samym co brat Leonii.
W dniu 5 czerwca 1919 w Krakowie poślubiła Kazimierza. Następnie małżonkowie wyjechali do Berlina. W 1923 w Krakowie urodził się ich syn Henryk Michał. Z powodu pracy męża w dyplomacji zjeździła Europę. Rodzina mieszkała m.in. w Hadze, Sztokholmie, Tallinie i Królewcu.
Na początku 1932 małżonkowie przeprowadzili się do Wolnego Miasta Gdańska. Kazimierz został komisarzem generalnym Rzeczypospolitej Polskiej. W rezultacie Leonia nazywana była często „panią ministrową”. Małżonkowie zamieszkali w willi na rogu obecnych ulic M. Skłodowskiej-Curie i J. Hoene-Wrońskiego. W domu gościli m.in. Józefa Becka, Wojciecha Kossaka, Magdalenę Samozwaniec, Władysława Tatarkiewicza, Kazimierza Prószyńskiego i Stefana Starzyńskiego.
Zapamiętano ją jako wesołą oraz pełną wdzięku. Była bezpośrednia. W prywatnej korespondencji używała imienia Lilka, brat zaś nazywał ją Liluś. Przyjaciele i znajomi mówili o niej Lili.
Zainicjowała działania dobroczynne, skupiając wokół siebie grupę kobiet z gdańskiej elity społecznej. Pomogła jej w tym komunikatywność i pomysłowość, jakimi się odznaczała. We wrześniu 1932 w Wolnym Mieście Gdańsk zorganizowała Naczelny Komitet Ochronkowy. Instytucja nadzorowała działalność ochronek dla ubogich dzieci. Była przewodniczącą Rady Pracy Kobiet. W każdej z dzielnic miasta zorganizowano świetlice, w których dzieci i młodzież uczyły się języka polskiego, polskich tradycji i historii. Każda z placówek miała charakter związany z wybranym regionem Polski. Leonia opiekowała się świetlicą na Długim Targu zaaranżowaną w stylu kaszubskim. Z okazji świąt państwowych organizowano pogadanki albo okolicznościowe imprezy. W karnawale śpiewano i tańczono przy polskiej muzyce. Leonia organizowała występy wokalne i koncerty, chcąc rozbudzić w dzieciach zamiłowanie do muzyki. Prowadziła także zbiórki odzieży i żywności na rzecz ubogich. Organizowała loterie, z których dochód trafiał na cele polonijne. Często wydawała przyjęcia dla gdańskiej elity. Grała wówczas na skrzypcach. Patronowała innym balom.
Kazimierz Wiłkomirski, dyrektor i nauczyciel Polskiego Konserwatorium Muzycznego Macierzy Szkolnej pisał o niej: Kiedy było trzeba, potrafiła ona trzymać fason, dostroić się do obowiązującego w środowisku dyplomatycznym tonu, natomiast w chwilach wolnych od „światowych wypinanek” (jak nazywała dyplomatyczne spotkania) przybierała ton niewymuszony, z którym było jej najbardziej do twarzy i który przydawał jej osobistego uroku.
W 1934 lub 1935 została wybrana prezeską Polskiego Towarzystwa Muzycznego w Wolnym Mieście Gdańsk. Z jej inicjatywy w Gdańsku wystąpili: dwukrotnie Irena Dubiska, Józef Turczyński, Aniela Szlemińska, Ludomir Różycki, Feliks Nowowiejski. Leonia należała też do Towarzystwa Polek i Związku Polaków. Była matką chrzestną jachtu „Korsarz” należącego do Polskiego Klubu Morskiego w Gdańsku.
W 1936 Kazimierz został przeniesiony na placówkę dyplomatyczną do Pragi, a na początku 1939 do Watykanu. Leonia pojechała z nim. W sierpniu 1939 małżonkowie zdążyli odwiedzić Polskę. Wówczas Leonia ostatni raz widziała się z bratem. Po II wojnie światowej prowadziła poszukiwania jego grobu.
W drugiej połowie lat pięćdziesiątych XX w. ciężko chorowała. Przeszła operację. Często wyjeżdżała z mężem na kuracje. Nie prowadziła aktywności towarzyskiej. Trzy lata przed śmiercią zakończyła prowadzenie sztambucha, rodzaju księgi pamiątkowej gości, którzy odwiedzali jej dom. Księga zawiera prawie 500 imiennych wpisów z Gdańska, Pragi, Watykanu i Rzymu z okresu od 15 VII 1932 do 17 V 1957.
Zmarła na nowotwór. Początkowo pochowano ją na cmentarzu Campo Verano przy bazylice św. Wawrzyńca za Murami. Po śmierci Kazimierza (1972) jej szczątki przeniesiono do grobu w Kwaterze Polskiej na Cimitero Flaminio (Cimitero di Prima Porta). Jest pochowana wraz z mężem, synem i synową.

## Upamiętnienie
Leonia Papée była jedną z bohaterek projektu o kobietach Wolnego Miasta Gdańska pt. Gdańskie miniatury (spacer w 2013 pod hasłem Kobiety z charakterem). Materiały opracował Krzysztof Murawski.
Twórczynie projektu Metropolitanka działającego przy Instytucie Kultury Miejskiej w Gdańsku przygotowały spacer trasą działaczek polonijnych Wolnego Miasta Gdańsk. Jedną z bohaterek jest Leonia.
W 2018 Leonia Papée była jedną z bohaterek wystawy „Niezwykłe Polki z Wolnego Miasta” zorganizowanej w Muzeum Poczty Polskiej w Gdańsku (oddział Muzeum Gdańska) z okazji stulecia odzyskania przez Polskę niepodległości oraz wywalczenia przez kobiety praw wyborczych.